# Sarsamphiascus discrepans
Sarsamphiascus discrepans is een eenoogkreeftjessoort uit de familie van de Miraciidae. De wetenschappelijke naam van de soort is voor het eerst geldig gepubliceerd in 1989 door Mielke.